# Couvent des Frères Mineurs de Huy
Le couvent des Frères Mineurs de Huy fut principalement bâti pendant la seconde moitié du XVIIe siècle. C'est aujourd'hui un immeuble classé de la ville belge de Huy (province de Liège). Il abrite le musée communal de Huy.

## Situation géographique
L'immeuble se situe à Huy, au no 20 de la rue Vankeerberghen, à l'angle de la rue des Frères Mineurs et à proximité de la maison du Gouverneur.

## Histoire
Les Frères Mineurs s'établissent à Huy dès 1225, près de la porte Saint-Jacques. En 1234, ils reçoivent en don d'un patricien, Hubin de Saint-Martin, un vaste terrain pour y établir leur couvent. Le premier édifice construit par les moines est l'église dont la nef principale est élevée à partir de 1244 sous le règne du prince-évêque de Liège Robert de Thourotte. L'église est remaniée à de nombreuses reprises au cours des siècles suivants. 
Le couvent et le cloître sont principalement bâtis pendant la seconde moitié du XVIIe siècle. Servais de Harre, mort en 1702, en serait l'architecte au vu d'une inscription placée sur un arc de l'aile est du cloître.

## Description

### Portail d'entrée
Le portail de style baroque mosan a été élevé en 1658 sous Martin de Liverlo, doyen de Huy. Entouré de hauts murs, il est accessible au-dessus d'un perron à deux volées droites convergentes et possède quatre demi-colonnes à tambours saillants un sur deux et deux niches à voûte en coquille. Il a fait l'objet d'une restauration terminée en 2018.

### Portique
En 1705, fut élevé devant l'entrée de l'église et celle du couvent, voisine, un portique à colonnade, restauré en 1924 en même temps que le reste du bâtiment. 

### Église
L'église possède deux nefs, un chevet à cinq pans et une abside du collatéral à quatre pans.

### Couvent et cloître
Le couvent est composé de trois ailes formant carré avec l'église, située au nord. Les ancres du cloître au-dessus des colonnades formant six arcs en plein cintre par côté datent la construction de 1664, 1669 et 1684. La dernière aile adossée à l'église est datée de 1923.

### Quelques vues de l'édifice

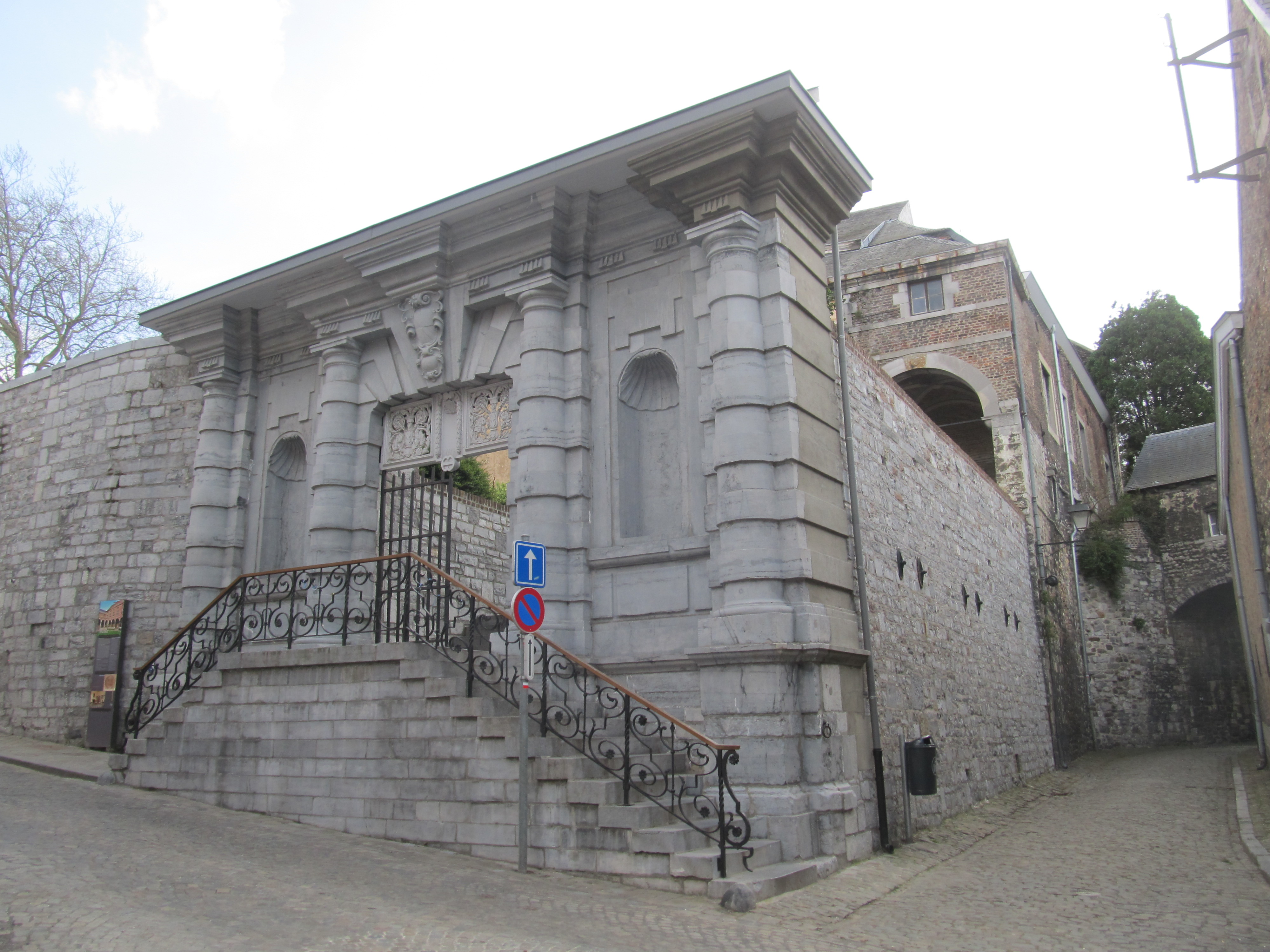
Portail d'entrée
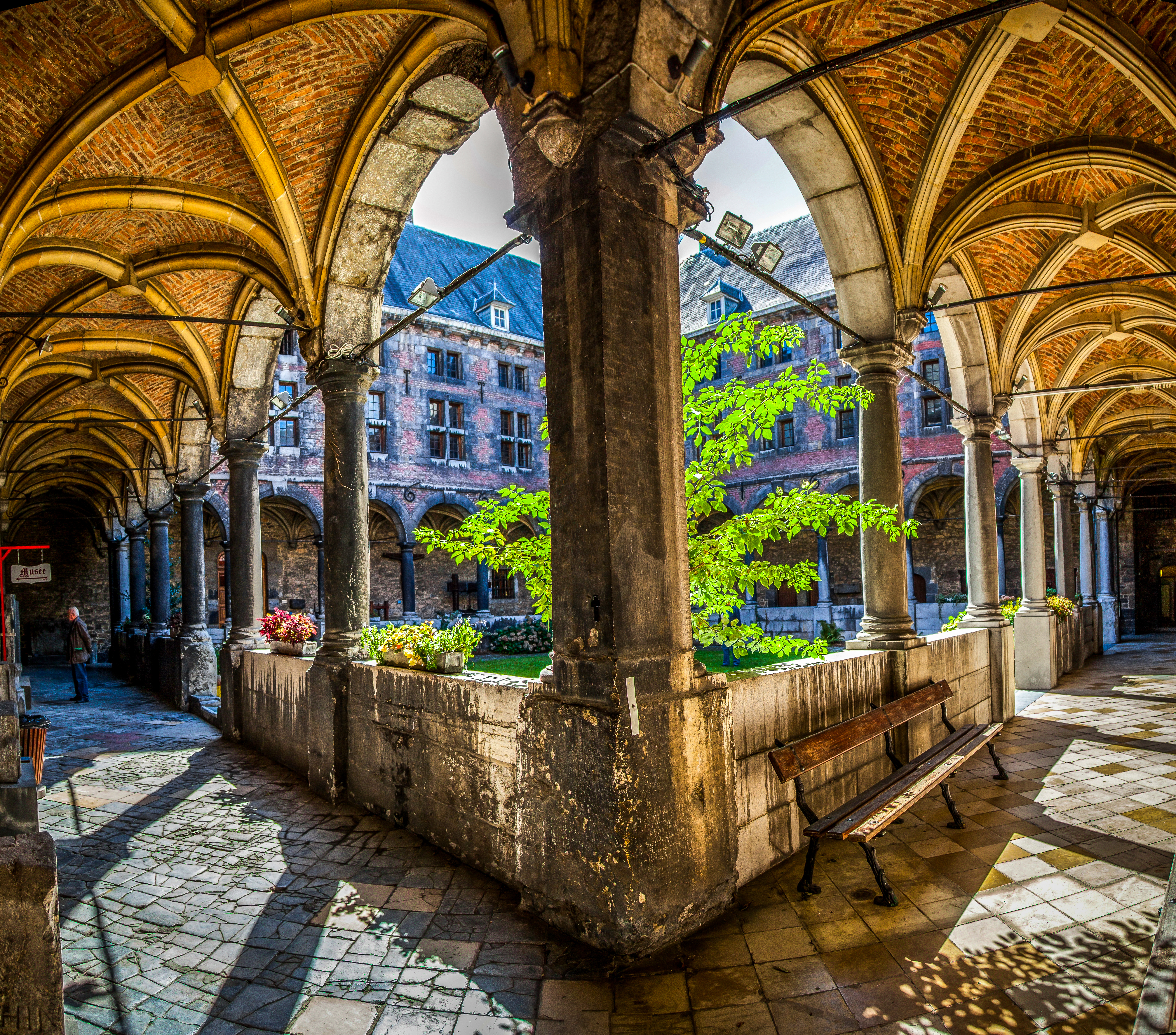
Cloître
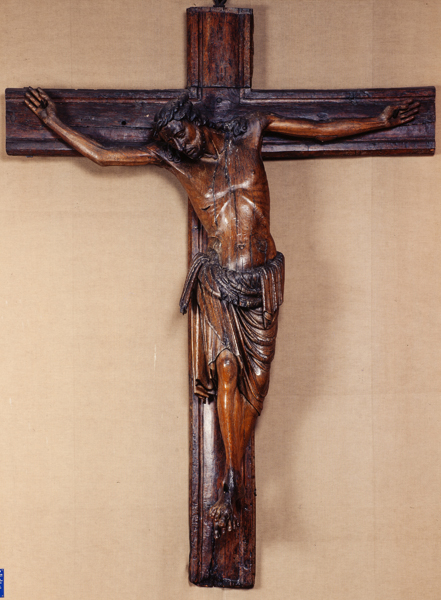
Beau Dieu de Huy
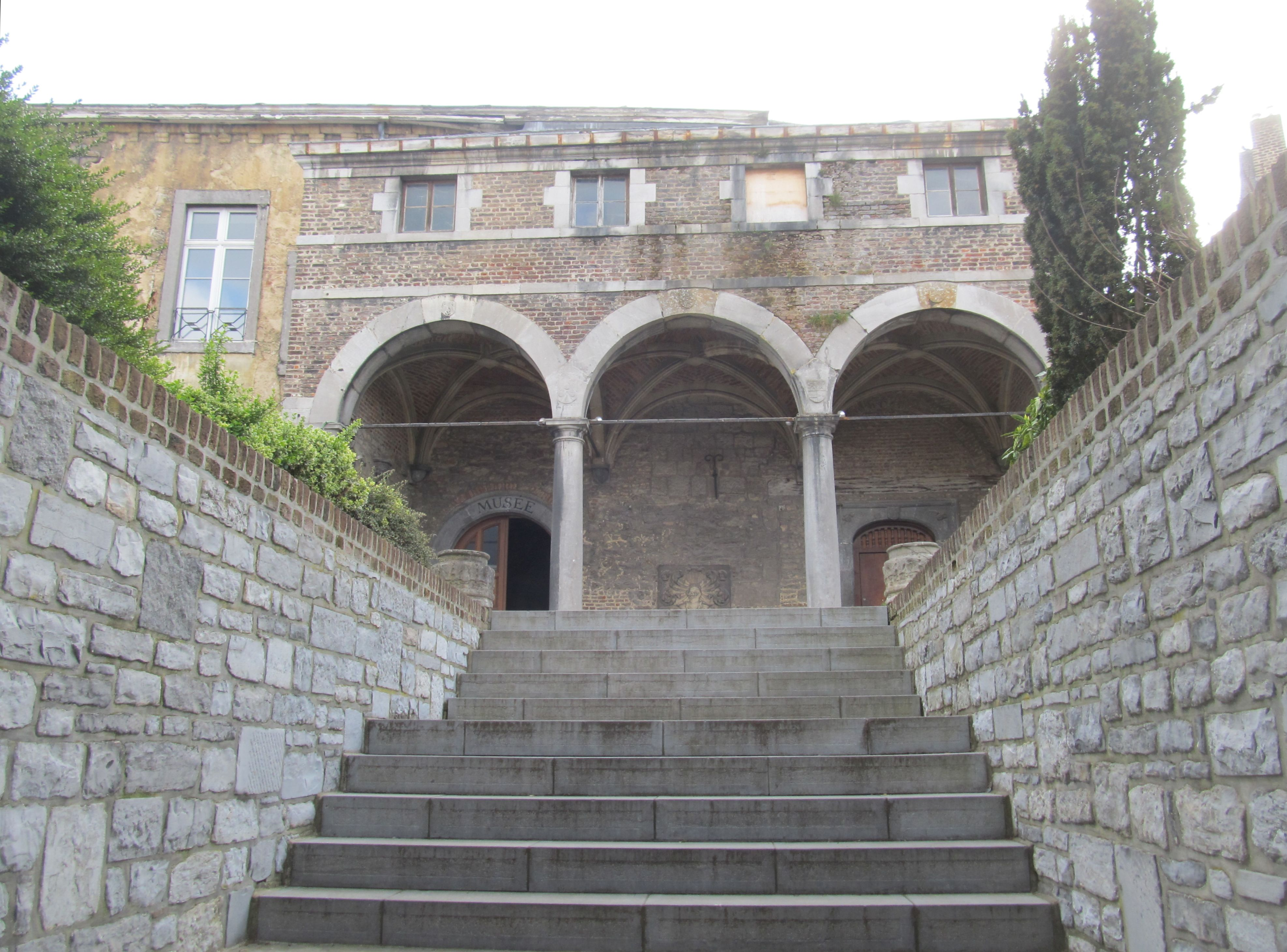
Escalier entre le portail et le musée

## Musée
Plus particulièrement dédié aux beaux-arts et aux arts décoratifs, le musée communal de Huy présente également des objets archéologiques, ethnologiques ou relevant de l'archéologie industrielle. Parmi les objets les plus emblématiques de la ville, on peut y voir le Beau Dieu de Huy réalisé vers 1240 par un artiste anonyme de la région mosane.